# アドシンダ・グティエレス
アドシンダ・グティエレス（スペイン語：Adosinda Gutiérrez, 910年ごろ - 941年以降）は、レオン王ラミロ2世の最初の妃。

## 生涯
アドシンダはガリシアの有力貴族グティエレ・オソリオとアルドンサ・メネンデスの娘で、コインブラの征服者エルメネヒルド・グティエレスとエルメセンダ・ガトネスの孫にあたる。母方の従兄弟ラミロ2世と923年ごろに結婚し、以下の子女をもうけた。
- ベルムード - 早世
- オルドーニョ3世（926年頃 - 956年） - レオン王[2][3]
- テレサ - ナバラ王（パンプローナ王）ガルシア・サンチェス1世と結婚

この結婚により、ラミロ2世はポルトゥカーレ貴族からの支持を得ることができたという。アドシンダは933年ごろまでは王妃であったが、記録が残されていないため、王妃としてのアドシンダの活動については何も知られていない。
一部の研究者は国事によりラミロ2世はアドシンダと離婚したとしており、その後ラミロ2世は再婚した。934年にはラミロ2世の2番目の妃ウラカ・サンチェスが記録にあらわれる。それにもかかわらず、アドシンダとその子供たちはポルトゥカーレに対する支配権を保持した。
アドシンダは941年以降に死去した。